# Iphiaulax tegularis
Iphiaulax tegularis är en stekelart som beskrevs av Szepligeti 1906. Iphiaulax tegularis ingår i släktet Iphiaulax och familjen bracksteklar. Inga underarter finns listade i Catalogue of Life.